# Liste der Kulturgüter in Roche
Die Liste der Kulturgüter in Roche enthält alle Objekte in der Gemeinde Roche im Kanton Waadt, die gemäss der Haager Konvention zum Schutz von Kulturgut bei bewaffneten Konflikten, dem Bundesgesetz vom 20. Juni 2014 über den Schutz der Kulturgüter bei bewaffneten Konflikten sowie der Verordnung vom 29. Oktober 2014 über den Schutz der Kulturgüter bei bewaffneten Konflikten unter Schutz stehen.
Objekte der Kategorie A sind im Gemeindegebiet nicht ausgewiesen, Objekte der Kategorie B sind vollständig in der Liste enthalten, Objekte der Kategorie C fehlen zurzeit (Stand: 13. Oktober 2021).

## Kulturgüter
| Foto |                                                                                         | Objekt                                                                                             | Kat. | Typ | Standort                               | Beschreibung |
| ---- | --------------------------------------------------------------------------------------- | -------------------------------------------------------------------------------------------------- | ---- | --- | -------------------------------------- | ------------ |
| BW   | Datei hochladen · Wikidata zu Ehemalige Raststätte des Grossen St. Bernhard (Q29891468) | Ehemalige Raststätte des Grossen St. Bernhard / Ancien relais du Grand-Saint-Bernard KGS-Nr.: 6431 | B    | G   | Rue du Saint-Bernard 5 561028 / 134380 |              |
| ja   | Datei hochladen · Wikidata zu Bahnhof Roche VD (Q31444516)                              | Bahnhof SBB / Gare CFF KGS-Nr.: 6432                                                               | B    | G   | Rue de la Gare 1 560629 / 134278       |              |
| BW   | Datei hochladen · Wikidata zu Schweizer Orgelmuseum (Q3330805)                          | Schweizer Orgelmuseum / Musée suisse de l’orgue KGS-Nr.: 14731                                     | B    | S   | Rue du Saint-Bernard 5 561022 / 134387 |              |